# Microcavia jayat
El cuis chico (Microcavia jayat) es una especie de roedor del género Microcavia de la familia de los cávidos. Habita en matorrales y bosques semiáridos del centro-norte del Cono Sur de Sudamérica.

## Taxonomía
Descripción original
Esta especie fue descrita originalmente en el año 2017 por los zoólogos Pablo Teta, Ricardo Alberto Ojeda, Sergio O. Lucero y Guillermo D’Elía.
Localidad tipo
La localidad tipo referida es: “Santa Isabel, en las coordenadas: 26°20′S 64°20′O / -26.333, -64.333, Atamisqui, provincia de Santiago del Estero, Argentina”.
Holotipo
El ejemplar holotipo designado es el catalogado como: MACN-MA 17331 (número original CAF 3070); se trata de una hembra adulta la cual fue capturada el 21 de octubre de 1969 por Abel Fornes y Merle L. Kuns. Se encuentra depositado en la colección nacional de mastozoología del Museo Argentino de Ciencias Naturales “Bernardino Rivadavia” (MACN), ubicado en la ciudad de Buenos Aires, Argentina.
Paratipo
El paratipo fue catalogado como: MACN-MA 17333 (número de campo original CAF 3072). Consiste en un macho adulto (conservado como piel y cráneo) con los mismos datos que el ejemplar tipo.
Etimología
Etimológicamente el término genérico Microcavia se construye con una palabra del idioma griego, en donde: mikros significa 'pequeño' más cavia que es el nombre genérico homónimo que identifica a roedores de mayor tamaño y que proviene del nombre vulgar en idioma portugués: caviá.
El epíteto específico jayat —un sustantivo en aposición— es un epónimo que refiere al apellido de la persona a quien fue dedicada, el doctor Jorge Pablo Jayat, amigo y colega de los autores, quien realizó importantes contribuciones en el estudio de la mastofauna del norte argentino.

## Características
De las especies de Microcavia, M. jayat destaca por su tamaño mediano (longitud de cabeza y cuerpo de aproximadamente 187 mm, longitud cóndilo-incisivo de aproximadamente 40 mm), similar a M. australis y menor que M. maenas. La coloración dorsal es pardo-amarillenta; ventralmente es de color grisáceo con parches de pelos de color blanco puro en la garganta, en los lados internos de la parte anterior y posterior y en la región inguinal.
El cráneo es ancho, relativamente corto y de estructura fuerte, con un perfil dorsal moderadamente arqueado; bordes exteriores de las fosas nasales casi paralelos; arcos cigomáticos ampliamente expandidos y angulados hacia su porción media y con un proceso paraorbitario conspicuo; los jugales se extienden posteriormente detrás del borde de la fosa glenoidea; sutura entre palatinas ocupadas por crestas palatinas en forma de corazón que superan el borde posterior del paladar, que es casi trapezoidal; pre-esfenoides relativamente amplios e incisivos ligeramente proodontes a ortodontes, aunque no visible desde arriba.

## Distribución y hábitat
Microcavia jayat es una especie endémica del centro-norte de la Argentina. Habita en bosques y arbustales xerófilos espinosos en llanuras semidesérticas (inferiores a los 350 m s. n. m.) adscritas a la ecorregión terrestre chaco occidental. Se distribuye en la provincia de Santiago del Estero; es posible que también se encuentre en ambientes similares en las provincias de: Chaco —oeste—, Córdoba —norte—, Salta —sudeste— y Santa Fe —noroeste—.

## Conservación
Los autores recomendaron que, según los lineamientos para discernir el estatus de conservación de los taxones, los que fueron estipulados por la organización internacional dedicada a la conservación de los recursos naturales Unión Internacional para la Conservación de la Naturaleza (IUCN), en la obra Lista Roja de Especies Amenazadas, Microcavia jayat sea clasificada como una especie con “Datos insuficientes” (DD).
Las razones son que sólo se conocen pocas localidades donde este roedor habita y la mayoría de los aspectos de su historia de vida aún son desconocidos. La región chaqueña occidental en Argentina ha sufrido severas perturbaciones debido históricamente a la desforestación selectiva e intenso pastoreo de ganado vacuno y caprino (lo que generó graves problemas de desertificación y erosión edáfica) y durante las últimas décadas, a la incesante expansión agrícola que está transformando el bosque en cultivos de soja, a un ritmo de desmonte que entre 2001 y 2007 alcanzó un promedio de 100 000 hectáreas por año.